# Araneus svanetiensis
Araneus svanetiensis este o specie de păianjeni din genul Araneus, familia Araneidae, descrisă de Mcheidze, 1997. Conform Catalogue of Life specia Araneus svanetiensis nu are subspecii cunoscute.